# Romaanse kunst

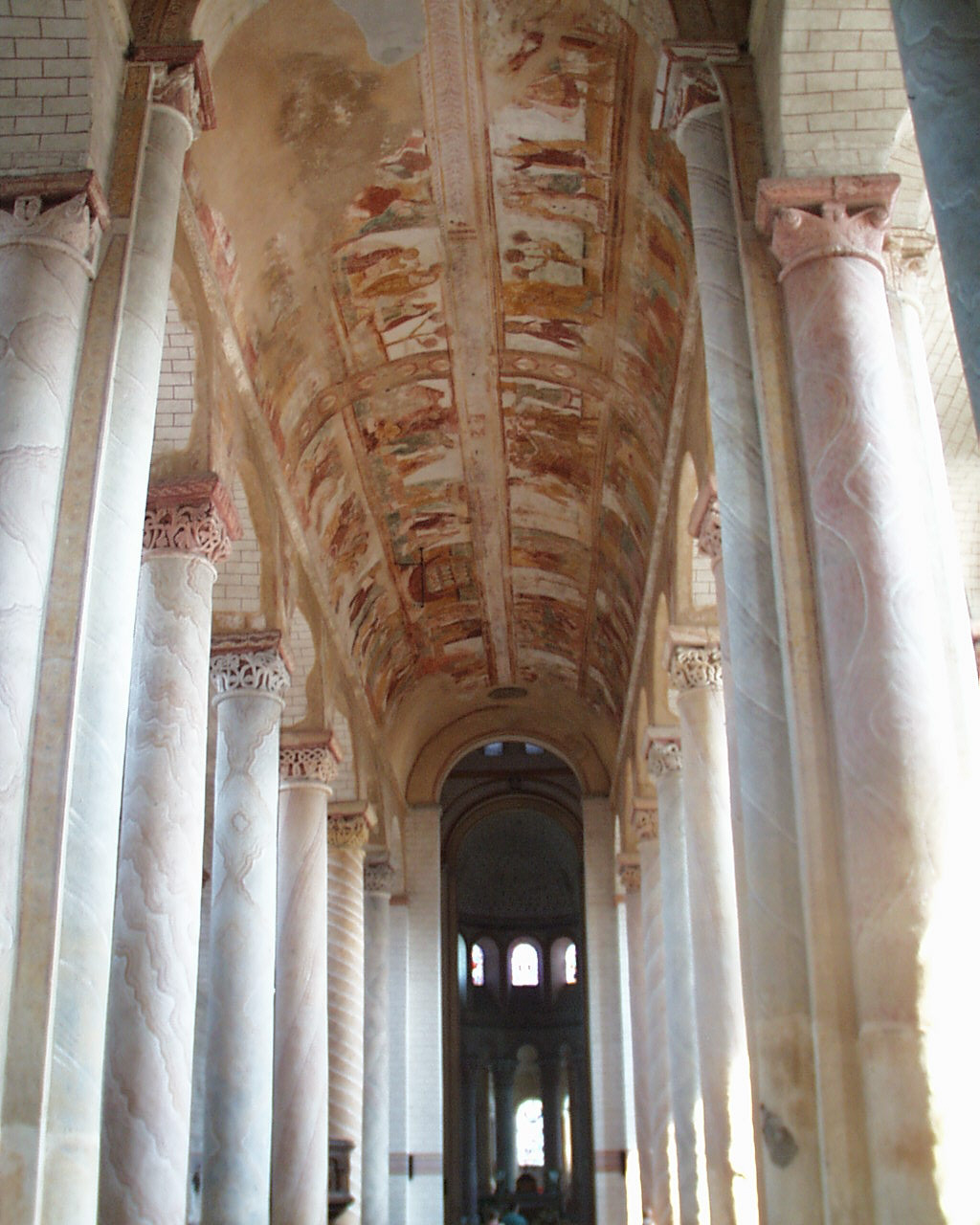
Romaanse frescocyclus op het gewelf in de kerk van Saint-Savin-sur-Gartempe (ca. 1100)

De romaanse kunst is een kunststroming die tussen ongeveer 1000 en 1150
 dominant was in West-Europa.

## Historiografie
De term romaans dateert uit 1820 en werd voor het eerst gebruikt door de Franse kunsthistoricus Charles de Gerville, die in de architectuur overeenkomsten zag met die van het oude Rome. De term werd algemeen geaccepteerd nadat De Gervilles' bekendere collega Arcis de Caumont hem overnam en werd al snel ook toegepast voor andere kunstvormen. De romaanse kunst werd voorafgegaan door wat men de preromaanse kunst noemt en gaat vanaf de twaalfde eeuw over in de Gotische kunst.
De drijvende kracht achter de verspreiding van de romaanse stijl was de explosieve expansie van de kloosters in de elfde en twaalfde eeuw. De bouw van Cluny III (1088) en de nieuwe kloosterordes zoals de Cisterciënzers (1098) en de Kartuizers, verspreidden zich naast de Benedictijnen over gans Europa dankzij de relatieve politieke stabiliteit en de economische heropleving. In die periode ging men, voor het eerst sedert de val van het West-Romeinse Rijk, de kerken terug versieren met levensgrote beelden. Er werden monumentale poorten en doopvonten gegoten in brons en voor het versieren van het kerkinterieur gebruikte men fresco's. Reliekkasten en andere objecten voor de eredienst werden gemaakt door de goud- en zilversmeden. In de scriptoria van de abdijen ontstonden de boeken die men nodig had voor de eredienst en het koorgebed, die rijkelijk versierd werden met miniaturen.
De romaanse stijl kreeg dus zijn naam omwille van de gelijkenis met de Romeinse bouwstijl die door de vaklui van die tijd zeker gekend was van de talloze Romeinse monumenten, zeker in het huidige Italië, Zuid-Frankrijk en Spanje. Maar anderzijds is de term misleidend omdat de romaanse stijl evengoed schatplichtig is aan de Insulaire en de Byzantijnse kunst. In Engeland wordt de romaanse bouwstijl meestal de Normandische stijl genoemd.

## Bouwkunst

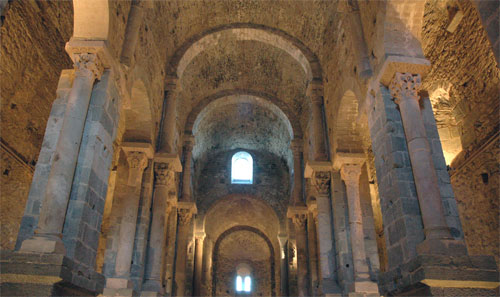
Interieur van de kloosterkerk van Sant Pere de Rodes.

De romaanse bouwkunst is zeer moeilijk in een strikt tijdskader te plaatsen. Er zijn vroegromaanse kerken te vinden in Limburg an der Haardt en Spiers aan de Boven-Rijn, in Tournus en Auxerre in Bourgondië, de Sant Pere de Rodes en de Santa Maria de Ripoll in Catalonië, de kerk Notre-Dame-de-Nazareth van Vaison-la-Romaine in de Provence, in Angers  (toen) in Aquitanië, de abdijkerk van Sainte-Foy in Conques in de Languedoc, de basiliek van Aquileia en de abdijkerk van Pomposa in Codigoro in Noord-Italië, de abdijkerk van de Abbazia di San Salvatore aan de Monte Amiata in Midden-Italië, de kerken in Hildesheim en Quedlinburg in Nedersaksen en in Paderborn in Westfalen. Men zou kunnen stellen dat de romaanse bouwkunst de eerste pan-Europese stijl was sinds de Romeinse architectuur.

## Beeldhouwkunst

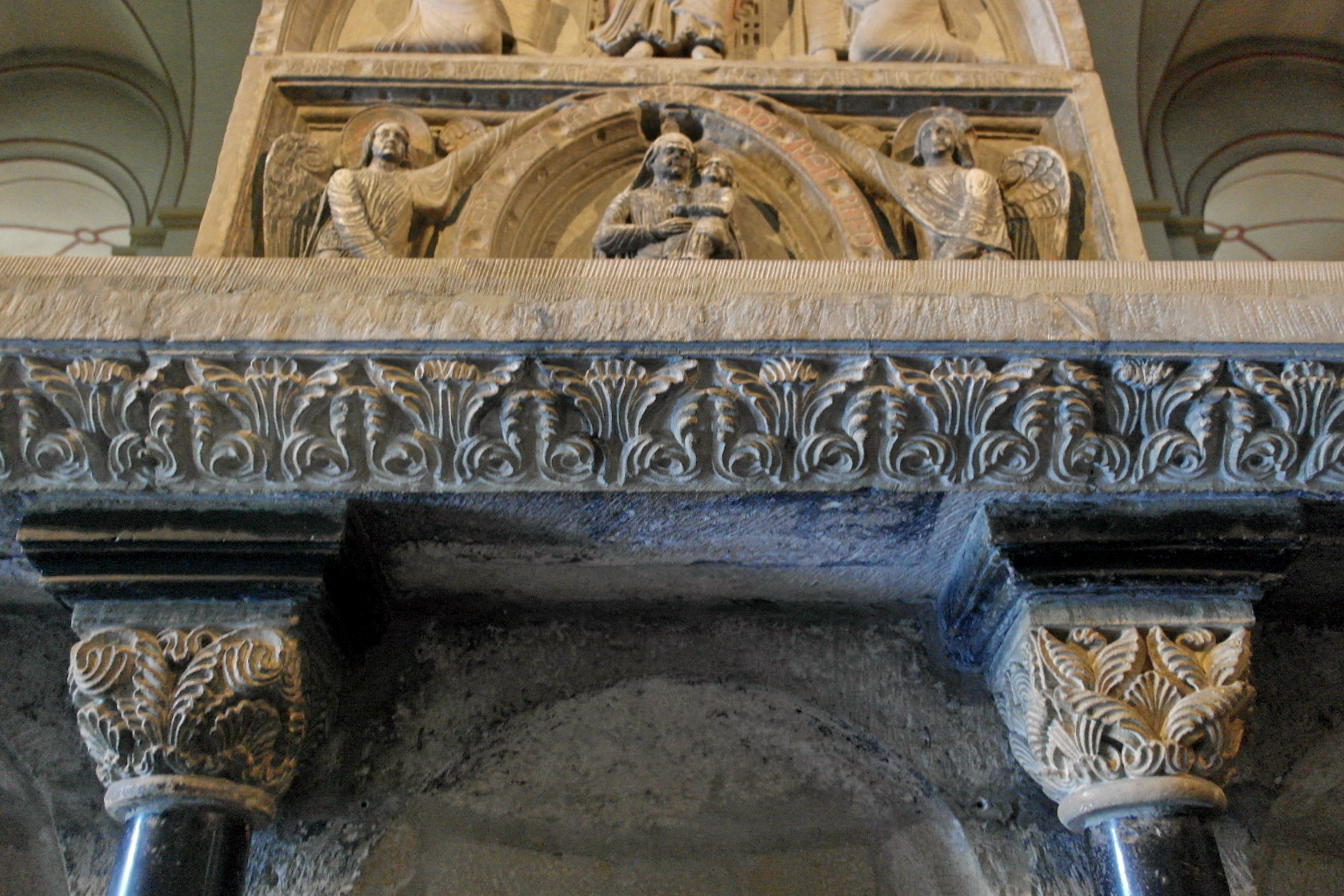
Detail westwerkaltaar Sint-Servaasbasiliek, Maastricht

De romaanse beeldhouwkunst hangt nauw samen met de bouwkunst. Het betreft in veel gevallen gebeeldhouwde reliëfs, die deel uitmaken van de bouwsculptuur van een kerk, zoals kapitelen, basementen, timpanen en altaarretabels. Bekende voorbeelden in Nederland zijn het timpaan van Egmond in het Rijksmuseum, de kapitelen en basementen van de Abdijkerk Rolduc, de kapitelen in de kooromgang van de Onze-Lieve-Vrouwebasiliek en die in westwerk van de Sint-Servaasbasiliek, beide in Maastricht, en het westwerkaltaar in laatstgenoemde kerk.
Naast deze steenbeeldhouwkunst maakte de edelsmeedkunst een bloeiperiode door, met name in het Maasland in de twaalfde eeuw. Beroemd zijn de rijk versierde reliekschrijnen van Keulen, Aken, Maastricht en Doornik. Vrijstaande beelden ontwikkelden zich pas vrij laat in deze periode. Bekend zijn de houten Sedes Sapientiae-beelden (tronende Madonna met Kind als "Zetel der Wijsheid") uit het Maas-Rijngebied.
Het Cloisters kruis is een Engels ivoorsnijwerk.

## Schilderkunst

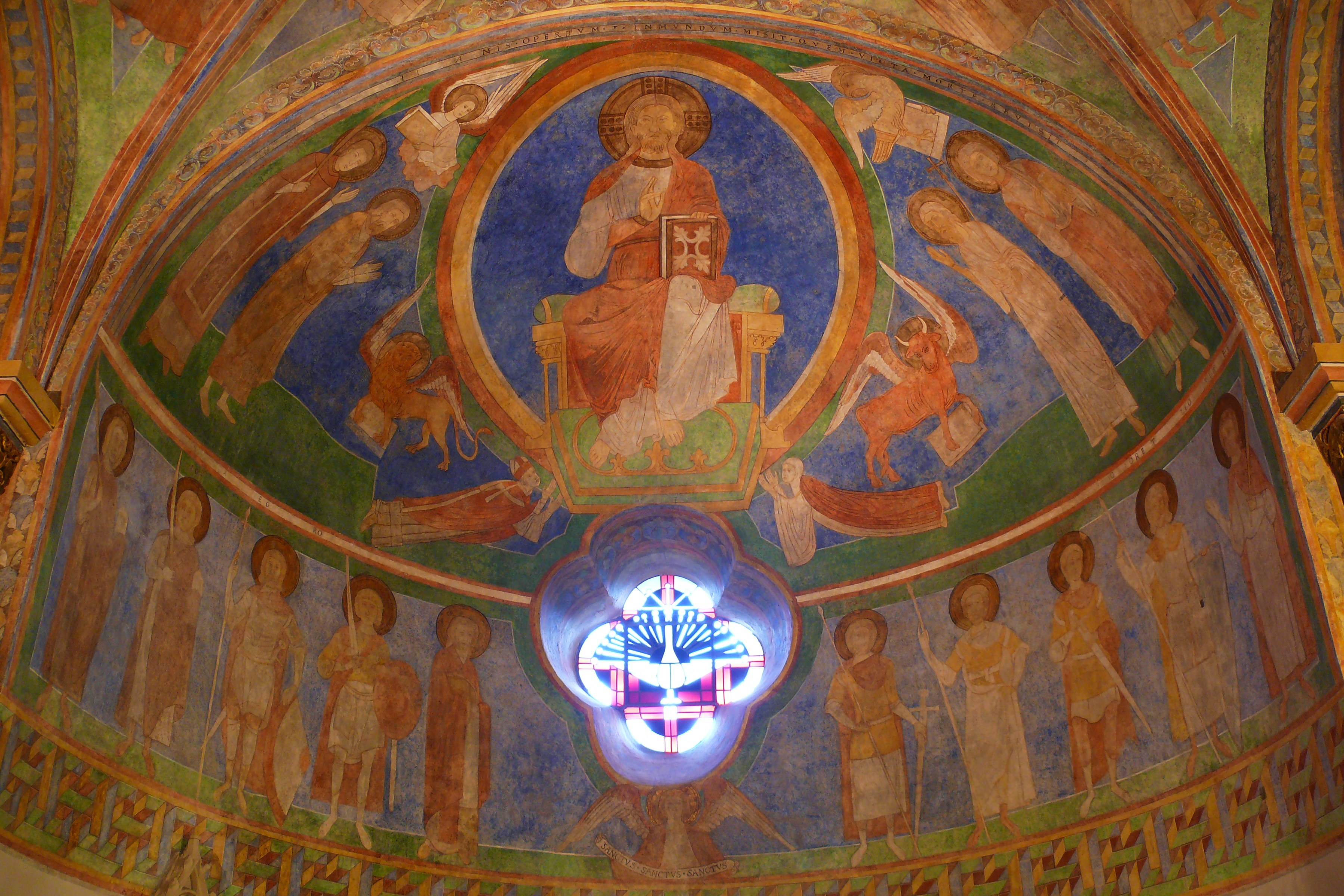
Christus als wereldrechter in de Sint-Clemenskerk in Bonn

De meest opvallende evolutie, na de Byzantijnse periode, was het verschijnen van een iets grotere expressiviteit van de nog steeds streng gestileerde figuren. Die expressieve gebarenstijl is te herkennen op fresco's in Catalaanse kerken, in veel Italiaanse kerken (onder andere te Sant'Angelo in Formis bij Capua), in de muurschilderingen van Saint-Savin-sur-Gartempe, in de kloosterkerk op het Bodensee-eiland Reichenau, in de abdij Prüfening in Regensburg en in de Sint-Clemenskerk in  Bonn-Schwarzrheindorf.
Specifiek romaans verluchte manuscripten zijn onder andere de Moralia in Job van de cisterciënzerabdij in Citeaux en het liturgische werk van abt Stephen Harding in dezelfde abdij.